# Колошиць Віталій Валентинович
Віталій Валентинович Колошиць (нар. 7 квітня 1989, м. Біла Церква, Україна) — український фахівець з приготування піцци, досягнення якого потрапили до Книги рекордів України.

## Життєпис
Віталій Колошиць народився 7 квітня 1989 року в місті Біла Церква Київської області України.
У віці чотирьох-п’яти років переїхав у село Давидківці Чортківського району. Любов до кухні прищепила прабабуся.
Закінчив Давидківську загальноосвітню школу, Чортківське вище професійне училище (спеціальність — кухар/бармен), Київський національний університет харчових технологій.
Працював в одному із столичних ресторанів, в французькому ресторані, помічником кухаря, фахівцем з приготування піцци в ресторані «All Gabbiano» на о. Сицилія (Італія), «Presto» та львівські піцерії «17.08» (з 2019)

## Відзнаки
- друге місце у Чемпіонаті України з приготування піци (2018, м. Львів)[3]
- учасник чемпіонату світу Pizza World Champion-2019 (2019, м. Парма, Італія)
- увійшов у сотню кращих піцайоло світу, посівши 59-те місце[4]

### Рекорд
- 15 червня 2019 року просто неба у центрі міста на площі Героїв Євромайдану під час фестивалю «Pizza Fest Chortkiv»[5] спік рекордну піцу (діаметр 8 метрів), яку занесли у «Книгу рекордів України», як найбільша піца країни.[6][7][8][9]

## Цікаві факти
- У італійському ресторані Віталію пощастило носити кітель тепер відомого у світі піцайоло, дворазового чемпіона з виготовлення піци Attilio Albachiara
- Допомагав Юліку освоїти усі секрети випікання піци у печі під час фестивалю «Pizza Fest Chortkiv» (2019, м. Чортків)[10]

## Цитати
|                                               | Для мене кулінарія — це не є щось особливе. Я готую не для того, аби когось здивувати чи вразити. Я просто це люблю... |
| — Віталій Колошиць, Нова Тернопільська газета | |